# .om
.om је највиши Интернет домен државних кодова за Оман.